# Luci (série de televisão)
Luci é uma série de televisão de comédia de situação galega, transmitida pela Televisión de Galicia desde 27 de abril de 2014 (com um episódio piloto exibido em 2013).

## Argumento
Ambientada na Corunha atual, a série conta a história de uma mulher galega de quase quarenta anos, com hipoteca, separada e mãe de um filho, que trabalha no serviço de manutenção de jardins e parques, e fala com a sua irmã todas as noites no telemóvel.

## Elenco
- Nuncy Valcárcel como Luci
- Eva Fernández como Sole
- Darío Loureiro como Hadrián
- Santi Prego como Berto
- Déborah Vukusic como Mon

## Episódios

### 1.ª temporada
| #  | Título                    | Exibição original   |
| -- | ------------------------- | ------------------- |
| 01 | "De relax con mamá"       | 27 de abril de 2014 |
| 02 | "Vandalismo"              | 4 de maio de 2014   |
| 03 | "Algo no motor"           | 11 de maio de 2014  |
| 04 | "Regalos dobres"          | 15 de maio de 2014  |
| 05 | "Pequeno drama no portal" | 25 de maio de 2014  |
| 06 | "O novo xefe"             | 1 de junho de 2014  |
| 07 | "O profe tenme manía"     | 8 de junho de 2014  |
| 08 | "Luci ligando"            | 15 de junho de 2014 |
| 09 | "Segundas oportunidades"  | 22 de junho de 2014 |
| 10 | "Luci no ximnasio"        | 2 de junho de 2014  |
| 11 | "Unha verdade incómoda"   | 6 de julho de 2014  |
| 12 | "Que lle pasa a Hadrián?" | 13 de julho de 2014 |
| 13 | "Anxos con coliflor"      | 20 de julho de 2014 |

### 2.ª temporada
| #  | Título            | Exibição original       |
| -- | ----------------- | ----------------------- |
| 14 | "En horas baixas" | 20 de janeiro de 2015   |
| 15 | "Moha"            | 27 de janeiro de 2015   |
| 16 | "Hipoteca"        | 3 de fevereiro de 2015  |
| 17 | "San Xoán"        | 10 de fevereiro de 2015 |

## Reconhecimentos
| Ano  | Prémio               | Categoria                     | Destinatários e nomeados                | Resultado | Ref(s) |
| ---- | -------------------- | ----------------------------- | --------------------------------------- | --------- | ------ |
| 2013 | Prémios Mestre Mateo | Melhor diretor                | Jorge Coira                             | Indicado  | [ 4 ]  |
| 2013 | Prémios Mestre Mateo | Melhor atriz                  | Nuncy Valcárcel                         | Indicado  | [ 4 ]  |
| 2013 | Prémios Mestre Mateo | Melhor guião                  | Pepe Coira, Araceli Gonda e Jorge Coira | Indicado  | [ 4 ]  |
| 2013 | Prémios Mestre Mateo | Melhor série de televisão     | Portocabo e Televisión de Galicia       | Indicado  | [ 4 ]  |
| 2013 | Prémios Mestre Mateo | Melhor som                    | Juan Gay                                | Indicado  | [ 4 ]  |
| 2013 | Prémios Mestre Mateo | Melhor maquilhagem e penteado | Natalia Arcay                           | Indicado  | [ 4 ]  |
| 2013 | Prémios Mestre Mateo | Melhor design de guarda-roupa | Saturna                                 | Indicado  | [ 4 ]  |